# Gluhi Les
Gluhi Les (nemško Lauchenholz) je naselje v Občini Škocjan v Podjuni v Okraju Velikovec na Koroškem v Avstriji.